# Lőrinte nemzetség
A Lőrinte nemzetség (Leurenthe, Leurenta, Laureme) régi, Veszprém vármegye déli részén élő nemzetség volt, melynek névadó őse a 12. században élt.

## Története
A Lőrinte nemzetség első ismert tagja Dedalus volt, akinek neve 1236-ban tűnt fel Vigánt Zala vármegyei falu határjárásában, Rátót Gyula országbíró küldötteként.
A nemzetség ismert ágai az Essegvári és a Pacsai ág voltak, a többi ágakból csak egyes tagok ismertek.

### Essegvári ág
Ez ág első ismert őse I. János volt, kinek fiai: I. Lőrinte és Saul (1251-1270) voltak.
- I. Lőrinte, aki meghalt 1251 előtt. Neje Sitkei Margit volt.

I. Lőrinte házassága gyermektelen maradt. Özvegye hitbérét Lőrinte testvére Saul hosszas perlekedés után 1251-ben fizette ki.
- Saul nevét 1270-ben említették az oklevelekben, ekkor fogott bíró volt gyulakeszi és tóti nemesek közötti perben.

II. Lőrinte Saul fia volt. Ő 1274-ben Zala vármegyében, Vindornyaszőlőstől nyugatra volt birtokos.
Róla több adat is maradt fenn:
1297-ben magának lefoglalva tartotta a pannonhalmi apátság néhány birtokrészét. Ugyanő 1299-ben Veszprém vármegyei ispán volt, és "Beled nevű rokona haláláért elégtételt nyert. 1301-ben neki és fiainak szolgáit említik, akik Bálványos és Ádánd körül eső falvakban laktak.
1309-ben leánytestvérének? fia; az Igmánd nemzetségből való II. Miklós neki és fiainak adta Essegvárát és a hozzá tartozó Bánd, Billege, Tótvázsony, Kismelked Veszprém vármegyei és Igmánd Komárom vármegyei, Zics Somogy vármegyei falvakban levő birtokait. Ugyan azzal a kikötéssel kapta meg e birtokokat, hogy ha Igmánd nembeli II. Miklós a Duna balpartján levő várait elvesztené, II. Lőrinte és fiai kötelesek visszaadni Essegvárát és a hozzá tartozó uradalmat. Azonban később ebből mégsem lett semmi, II. Miklós még 1345-ben is hiába követelte vissza azokat.
II. Lőrinte a feljegyzések szerint hosszú életű volt, állítólag elérte a 100 éves kort is. Öt fiú gyermeke született: I. Miklós (1309), István (1309), I. Tamás, II. János, és Beke, kiknek neve 1309-ben az Essegvári uradalom ajándékozásánál fordultak elő.
1314 körül a lázadó Kőszegi II. János (Kőszegi Henrik fia), II. Lőrintét, azért mert nem csatlakozott hozzá, a fennmaradt adatok szerint kegyetlenül megkínozta, lófarkon hurcoltatta és Essegvárt is elvette tőle. I. Károly magyar király a következő években, a Kőszegi-tartomány felszámolásakor a várat is visszafoglalta, 1318-ban már I. Tamás tulajdonaként említik.
Beke nevű fia birtokperekben fordul elő 1342-ben, mikor a veszprémvölgyi apácákkal pereskedik két ekényi padragi földjéért.
Fiai közül I. Tamás az aki az Essegvári család ősének tekinthető. Egy 1319-ből fennmaradt okirat szerint az ellen tiltakozott, hogy szomszédai pusztították Becse, Bánd, Szentgál, Németi, Szentistván, Billege, Tótvázsony, Csepel, Vöröstó, Lőrinte, Padrag, Csolta, Tósok, Gyepes és Csékút nevű falvait.
I. Tamás Károly Róbert király hű embere volt, aki őt 1330-ban a Havaselvei hadjáratra is elkísérte, és ott esett el. I. Tamásnak két fia maradt: II. Miklós (1334-1349), és III. János, akik apjuk és nagyapjuk érdemeiért jutalmul Károly Róbert királytól Essegvár alatt és Billegén vámszedő jogot nyertek.

### Pacsai ág
Ez ág lakhelye Zala vármegyében, Pacsán lakott.
Ez ágból Ant ismert, aki 1256-ban Veszprém vármegyében Noszlop és Gyepes között volt birtokos, feleségül vette a Zala vármegyei Hahót nemzetségbeli Szabari Atyusz nőtestvérét, így került Zala vármegyébe.
Fia János (1291-1326) kapta nagybátyjától; Szabari Atyusztól Pacsa falut. János fia István (1326-1358) királyi apród volt, sikeresen védte meg pacsai birtokát.

### Egyes tagok
- Joachim
- Gáborján
- Leopard
- Lukács
- I. István
- Ismeretlen nevű fiú, kinek négy fia ismert: Vécs, Péter, Jakab és I. Pál.